# Sol bémol majeur

L'accord parfait de sol bémol majeur se compose des notes suivantes : sol♭, si♭, ré♭.

La tonalité de sol bémol  majeur se développe en partant de la note tonique sol bémol. Elle est appelée G-flat major en anglais et Ges-Dur dans l’Europe centrale. Acoustiquement, elle coïncide avec la tonalité de fa dièse majeur (une telle équivalence s'appelle enharmonie).
L'armure coïncide avec celle de la tonalité relative mi bémol mineur.
L’échelle de sol bémol majeur est : sol♭, la♭, si♭, do♭, ré♭, mi♭, fa, sol♭.
- tonique : sol♭
- médiante : si♭
- dominante : ré♭
- sensible : fa

Altérations : si♭, mi♭, la♭, ré♭, sol♭, do♭.

## Compositions célèbres en sol bémol majeur
- Franz Schubert: Impromptu op. 90.3
- 'Round Midnight
- Claude Debussy : La Fille aux cheveux de lin